# Anatolij Nowikow (judoka)
Anatolij Terentijowycz Nowikow, ukr. Анатолій Терентійович Новіков (ur. 17 stycznia 1947 w Malcewce, zm. 18 stycznia 2022 w Charkowie) – radziecki judoka, brązowy medalista Letnich Igrzysk Olimpijskich 1972.
Zawody w 1972 były jego jedynymi igrzyskami olimpijskimi. Zajął trzecie miejsce w wadze półśredniej, do 70 kilogramów. Był brązowym medalistą mistrzostw świata w 1973 i srebrnym mistrzostw Europy w 1972.